# 神舟十二号
神舟十二号（简称神十二）是中国载人航天工程于2021年执行的一次载人航天任务，也是“神舟”系列飞船的第十二次任务。
神舟十二号于2021年6月17日在酒泉卫星发射中心使用长征二号F运载火箭发射，將聂海胜、刘伯明和汤洪波三名航天员送到天宫空间站。经历约3个月的任务后，神舟十二号于2021年9月17日返回内蒙古东风着陆场。
神舟十二号载人飞行任务是空间站关键技术验证阶段第四次飞行任务，也是空间站阶段首次载人飞行任务，是中国空间站建设的重要任务。神舟十二号也是首次以东风着陆场为主着陆场的载人任务，并在此后得到了延续。
神舟十二号飞船为同一批次并行批产的4艘飞船首船。

## 任务背景
2021年4月29日，天和核心舱发射升空，中国载人航天工程正式进入天宫空间站阶段。5月29日，负责为神舟十二号运送物资的天舟二号货运飞船先行抵达中国空间站，为航天员的到来做好准备。
神舟十二号是距离上一次载人飞行任务神舟十一号已经过去4年半时间，这也是自神舟五号载人飞行以来的最大间隔。作为空间站关键技术验证阶段的首次载人飞行任务，神舟十二号计划于2021年6月发射，同年9月返回，任务长度约3个月。这一长度介于神舟十一号任务的2人1个月与后续空间站时代神舟飞船通常的3人6个月的长度之间，这是为了验证原定于天宫三号空间实验室进行的再生循环式生命保障系统技术。天宫三号曾为此设计3人40天中期在轨驻留任务，而神舟十二号的任务时间则适当延长至3人3个月，以便更好地过渡到后续任务。
神舟十二号乘组为“两老带一新”，由两位第一批航天员聂海胜（指令长）、刘伯明和一位第二批航天员汤洪波组成。其中56岁的聂海胜曾在2005年执行神舟六号任务，在2013年执行神舟十号任务，期间到访天宫一号；54岁的刘伯明曾在2008年执行神舟七号任务，当时他与翟志刚一同完成了中国首次舱外活动；45岁的汤洪波则是首次执行任务，不过他也曾入选神舟十一号备份乘组。
另外，神舟十二号也同步公布了备份乘组，这也是空间站阶段载人飞行任务唯一一次公布备份乘组。神舟十二号备份乘组由翟志刚、王亚平和叶光富组成，三人后来执行了神舟十三号任务。事实上，空间站关键技术与验证阶段和建造阶段的4次飞行任务，即神舟十二号至神舟十五号的乘组是在2019年12月一同选拔完成的，各任务采取“滚动备份”，因此前次任务的备份乘组即是下次任务的飞行乘组。
神舟十二号飞船至神舟十五号飞船的4艘飞船为同一批次并行批产，这是神舟飞船自神舟八号至神舟十号批量生产的3艘飞船后的第二次尝试。

## 任务时间轴
- 2017年11月，航天科技集团五院502所已经开始研制神舟十二号运载飞船[5]。
- 2019年12月，神舟十二号航天员乘组确定为聂海胜、刘伯明和汤洪波3名航天员，但并未公布[6]。
- 2021年4月，神舟十二号载人航天飞行任务的载人飞船及长征二号F遥十二运载火箭完成出厂前所有研制工作，分批安全运抵酒泉卫星发射中心，开展发射场区总装和测试工作[7]。同期，中国新空间站核心舱天和核心舱发射；随后5月29日天舟二号运载物资与之对接[8]。
- 2021年6月9日，神舟十二号载人飞船与长征二号F遥十二运载火箭组合体转运至发射区[9]。
- 2021年6月16日上午，中国载人航天工程办公室在酒泉卫星发射中心举行的新闻发布会上宣布了神舟十二号载人飞行任务的飞行乘组（含备份乘组），这也是目前最后一次公布备份乘组的中国载人航天任务[1]。
- 2021年6月17日09时22分31.693秒，神舟十二号点火升空[10]。本次发射任务代号为“TGZR1/SZ-12”。
- 2021年6月17日15时54分，神舟十二号采用自主快速交会对接模式成功对接于天和核心舱前向端口，与此前已对接的天舟二号货运飞船一起构成三舱（船）组合体，整个交会对接过程历时约6.5小时[11]。当日18时48分，航天员聂海胜、刘伯明、汤洪波先后进入天和核心舱[12]。
- 2021年6月23日上午，中共中央总书记习近平与神舟十二号的航天员进行天地通话[13]。
- 2021年7月4日上午，神舟十二号航天员进行空间站首次出舱活动，由刘伯明、汤洪波进行舱外任务，聂海胜留守舱内进行操作指挥。[14]
- 2021年8月20日上午，神舟十二号航天员进行空间站第二次出舱活动，由聂海胜、刘伯明进行舱外任务，汤洪波留守舱内进行操作指挥。
- 2021年9月3日下午，神舟十二號航天員與香港青少年「天地對話」，介紹空間站操作系統界面、太空水資源循環、無重力鍛煉等情況。[15]
- 2021年9月16日上午8時56分，神舟十二号與天和核心艙成功實施分離。隨後，神舟十二号開始与天和核心艙绕飞及径向交会试验，並於同日13时38分完成。
- 2021年9月17日13時34分，神舟十二号返回舱着陆于中国内蒙古自治区阿拉善盟额济纳旗赛汉陶来苏木东风着陆场，这也是神舟飞船首次在东风着陆场着陆，返回舱落地时呈水平状态[16]。
- 2021年9月17日20时许，神舟十二号航天员乘组乘坐中国人民解放军空军专机B-4020抵达北京西郊机场，3名航天员随即进入医学隔离期[17]。

#### 神十二舱外活动列表
| 航天任务         | 航天员                      | 开始时间 （UTC+8）  | 结束时间 （UTC+8）  | 时间长度    | 工作内容                             |
| ---------------- | --------------------------- | ------------------- | ------------------- | ----------- | ------------------------------------ |
| 神舟十二号 第1次 | 刘伯明, 第2次 汤洪波, 第1次 | 2021年7月4日 08:11  | 2021年7月4日 14:57  | 6小时46分钟 | 舱外活动相关设备组装、全景相机抬升等 |
| 神舟十二号 第2次 | 聂海胜, 第1次 刘伯明, 第3次 | 2021年8月20日 08:38 | 2021年8月20日 14:33 | 5小时55分钟 | 舱外扩展泵组安装、全景相机D抬升等    |

## 神舟十二号航天员

### 执行航天员
| 姓名   | 年龄 | 职责   | 飞行次数 | 飞行时间         | 轨道数 |
| ------ | ---- | ------ | -------- | ---------------- | ------ |
| 聂海胜 | 56岁 | 指令长 | 2        | 19天10小时01分钟 | 309圈  |
| 刘伯明 | 54岁 |        | 1        | 2天20小时18分钟  | 45圈   |
| 汤洪波 | 45岁 |        | 0        | －               | －     |

### 备份航天员
| 姓名   | 年龄 | 职责   | 飞行次数 | 飞行时间         | 轨道数 |
| ------ | ---- | ------ | -------- | ---------------- | ------ |
| 翟志刚 | 54岁 | 指令长 | 1        | 2天20小时18分钟  | 45圈   |
| 王亚平 | 41岁 |        | 1        | 14天14小时29分钟 | 233圈  |
| 叶光富 | 40岁 |        | 0        | －               | －     |

## 结构

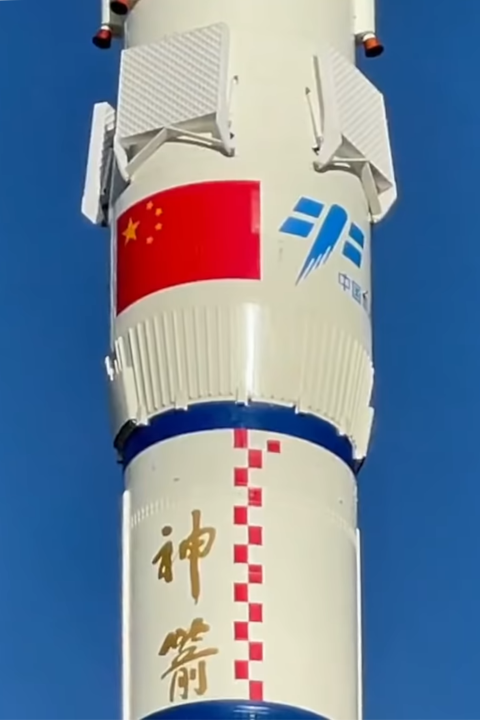
长征二号F遥十二火箭上的整流罩及“神箭”题字

神舟十二号载人飞船构成包括轨道舱、返回舱和推进舱，有14个分系统。轨道舱配备有航天员在轨生活支持设备、交会对接敏感器等设备；返回舱是飞船发射和返回过程中航天员所乘坐的舱段，是飞船的“大脑”；推进舱装有推进系统、电源等，能够为飞船提供动力系统，在飞行过程中调整姿态轨道。

## 外部連結
- 中国航天科技集团 神舟十二号载人飞行任务融媒体报道专题 （页面存档备份，存于）
- 维基共享资源上的相關多媒體資源：神舟十二号